# Jacob Alsadek
Jacob Alsadek (San Diego, Kalifornia, 1994. szeptember 12. –) amerikai amerikaifutball-játékos és -edző, 2023-tól az Albany Great Danes támadófaledzője. 2018-ban szabadúszó játékosként a Green Bay Packers szerződtette.

## Játékosként

### Egyetemi
2013 és 2017 között az Arizona Wildcats guardjaként játszott. 2014-ben az USA Today odaítélte neki az All-America elismerést. 2016-ban a Wildcatsé volt a konferencia legjobb támadócsapata; Alsadeket október 8-án a Hard Edge a hét legjobb játékosának választotta. 2017-ben a Pac-12 bizottsága és az Athlon Sports döntésével elnyerte az All-Pac-12 elismerést, október 7-én pedig a Hard Edge újra a hét legjobb játékosának nevezte.
Négy kivételével a csapat összes mérkőzésén játszott.

### Profi
| Magasság | Tömeg  | Sprint (37 m) | Részidő (9 m) | Részidő (18 m) | Oda-vissza futás | Akadályfutás | Magasugrás | Távolugrás | Fekve nyomás (102 kg) |
| -------- | ------ | ------------- | ------------- | -------------- | ---------------- | ------------ | ---------- | ---------- | --------------------- |
| 2 m      | 142 kg | 5,38 s        | 1,83 s        | 3,12 s         | 4,94 s           | 8,17 s       | 61 cm      | 257 cm     | 18×                   |

A 2018-as East West Shrine Game egyik legjobb guardja volt. 2018. május 4-én szabadúszóként szerződött a Green Bay Packersszel; május 30-án távozott.
2018. augusztus 13-án a Dallas Cowboys, 2019-ben pedig az Arizona Hotshots játékosa lett.

## Edzőként
2019-ben az Albany Great Danes edzőhelyettese lett; a csapat történetében először kijutott a rájátszásra. 2020–2021-ben a Toledo Rockets munkatársa volt, akik kijutottak a Bahamas Bowlra.
2022 januárjában az Oregon State Beavers edzőhelyettese, 2023 januárjában pedig az Albany Great Danes támadófaledzője lett.

## Fordítás
- Ez a szócikk részben vagy egészben  a   Jacob Alsadek című angol Wikipédia-szócikk ezen változatának fordításán alapul.  Az eredeti cikk szerkesztőit annak laptörténete sorolja fel. Ez a jelzés csupán a megfogalmazás eredetét és a szerzői jogokat jelzi, nem szolgál a cikkben szereplő információk forrásmegjelöléseként.